# Comuna Frăsinet, Călărași
Frăsinet este o comună în județul Călărași, Muntenia, România, formată din satele Curătești, Dănești, Frăsinet (reședința), Frăsinetu de Jos, Luptători și Tăriceni.

## Așezare
Comuna se află în zona central-vestică a județului, pe malurile Mostiștei. Este traversată de șoseaua județeană DJ303, care o leagă spre sud de Mânăstirea (unde se termină în DN31) și spre nord de Valea Argovei, Gurbănești, Sărulești și Tămădău Mare (unde se termină în DN3).

## Demografie
Componența etnică a comunei Frăsinet
     Români (93,11%)
     Romi (1,72%)
     Alte etnii (5,17%)
Componența confesională a comunei Frăsinet
     Ortodocși (94,65%)
     Alte religii (5,35%)
Conform recensământului efectuat în 2021, populația comunei Frăsinet se ridică la 1.683 de locuitori, în scădere față de recensământul anterior din 2011, când fuseseră înregistrați 1.845 de locuitori. Majoritatea locuitorilor sunt români (93,11%), cu o minoritate de romi (1,72%). Din punct de vedere confesional, majoritatea locuitorilor sunt ortodocși (94,65%).

## Politică și administrație
Comuna Frăsinet este administrată de un primar și un consiliu local compus din 11 consilieri. Primarul, Alin-Daniel Ploeșteanu[*], de la Partidul Social Democrat, este în funcție din octombrie 2020. Începând cu alegerile locale din 2024, consiliul local are următoarea componență pe partide politice:
|  | Partid                   | Consilieri | Componența Consiliului | Componența Consiliului | Componența Consiliului | Componența Consiliului | Componența Consiliului | Componența Consiliului | Componența Consiliului | Componența Consiliului | Componența Consiliului | Componența Consiliului | Componența Consiliului |
|  | ------------------------ | ---------- | ---------------------- | ---------------------- | ---------------------- | ---------------------- | ---------------------- | ---------------------- | ---------------------- | ---------------------- | ---------------------- | ---------------------- | ---------------------- |
|  | Partidul Social Democrat | 11         |                        |                        |                        |                        |                        |                        |                        |                        |                        |                        |                        |

## Istorie
La sfârșitul secolului al XIX-lea, comuna făcea parte din plasa Oltenița a județului Ilfov și era formată din satele Frăsinet și Noua Văcărească, cu 916 locuitori ce trăiau în 216 case și 22 de bordeie. În comună existau două biserici, o școală mixtă, o moară cu aburi și una de apă. La acea vreme, pe teritoriul actual al comunei mai funcționa, în aceeași plasă, și comuna Tăriceni, formată din satele Curătești, Luptători, Odaia Vlădichii și Tăriceni, cu 1351 de locuitori. Comuna Tăriceni avea trei biserici (la Curătești, Odaia Vlădichii și Tăriceni) și două școli mixte.
Anuarul Socec din 1925 consemnează comunele în plasa Sărulești a aceluiași județ, comuna Frăsinet având 1147 de locuitori în satele Frăsinet, Ciorușelu, Noua Văcărească și în cătunul Mavrodinoaia. Comuna Tăriceni, în aceeași compoziție plus satul Sultana, avea 2256 de locuitori.
În 1950, cele două comune au trecut în componența raionului Oltenița din regiunea București. În 1968, ele au revenit la județul Ilfov, reînființat, comuna Tăriceni fiind desființată și inclusă în comuna Frăsinet, care a căpătat forma actuală. În 1981, o reorganizare administrativă regională a dus la transferarea comunei la județul Călărași.

## Monumente istorice
Singurul obiectiv din comuna Frăsinet inclus în lista monumentelor istorice din județul Călărași ca monument de interes local este biserica „Sfântul Ierarh Nicolae” aflată la marginea de est a satului Tăriceni, aproape de lacul Mostiștea. Clasificată ca monument de arhitectură, ea datează din anii 1828–1830.